# Daniel Popa
Daniel Iliuță Popa (Pietroșița, 14 luglio 1995) è un calciatore rumeno, attaccante del Gençlerbirliği.

## Carriera

### Club
Ha giocato nella prima divisione rumena.

### Nazionale
Nel 2016 ha giocato una partita con la maglia della nazionale rumena Under-21.

## Statistiche

### Presenze e reti nei club
Statistiche aggiornate al 20 febbraio 2025
| Stagione                  | Squadra                   | Campionato                | Campionato | Campionato | Coppe nazionali | Coppe nazionali | Coppe nazionali | Coppe continentali | Coppe continentali | Coppe continentali | Altre coppe | Altre coppe | Altre coppe | Totale | Totale |
| Stagione                  | Squadra                   | Comp                      | Pres       | Reti       | Comp            | Pres            | Reti            | Comp               | Pres               | Reti               | Comp        | Pres        | Reti        | Pres   | Reti   |
| ------------------------- | ------------------------- | ------------------------- | ---------- | ---------- | --------------- | --------------- | --------------- | ------------------ | ------------------ | ------------------ | ----------- | ----------- | ----------- | ------ | ------ |
| 2014-2015                 | Chindia Târgoviște        | L3                        | ?          | ?          | CR              | 1               | 0               |                    | -                  | -                  |             | -           | -           | 1      | 0      |
| 2015-2016                 | Chindia Târgoviște        | L2                        | 31         | 16         |                 | -               | -               |                    | -                  | -                  |             | -           | -           | 31     | 16     |
| 2016-2017                 | Dinamo Bucarest           | L1                        | 11         | 0          | CR+CdL          | 3+3             | 0+3             |                    | -                  | -                  |             | -           | -           | 17     | 3      |
| giu.-dic. 2017            | Botoșani                  | L1                        | 20         | 1          | CR              | 2               | 0               |                    | -                  | -                  |             | -           | -           | 22     | 1      |
| 2017-2018                 | Dinamo Bucarest           | L1                        | 16         | 8          | CR              | 1               | 0               |                    | -                  | -                  |             | -           | -           | 17     | 8      |
| 2018-2019                 | Dinamo Bucarest           | L1                        | 30         | 2          | CR              | 2               | 0               |                    | -                  | -                  |             | -           | -           | 32     | 2      |
| 2019-2020                 | Dinamo Bucarest           | L1                        | 33         | 4          | CR              | 4               | 0               |                    | -                  | -                  |             | -           | -           | 37     | 4      |
| ago.-set. 2020            | Dinamo Bucarest           | L1                        | 2          | 0          |                 | -               | -               |                    | -                  | -                  |             | -           | -           | 2      | 0      |
| Totale Dinamo Bucarest    | Totale Dinamo Bucarest    | Totale Dinamo Bucarest    | 81         | 14         |                 |                 |                 |                    |                    |                    |             |             |             | 81     | 14     |
| 2020-2021                 | Chindia Târgoviște        | L1                        | 35         | 8          | CR              | 1               | 0               |                    | -                  | -                  |             | -           | -           | 36     | 8      |
| 2021-2022                 | Chindia Târgoviște        | L1                        | 24         | 5          | CR              | 2               | 1               | -                  | -                  | -                  | -           | -           | -           | 26     | 6      |
| mar.-lug. 2022            | Daejeon Citizen           | K1                        | 9          | 0          | CCS             | 0               | 0               | -                  | -                  | -                  | -           | -           | -           | 9      | 0      |
| 2022-2023                 | Chindia Târgoviște        | L1                        | 37         | 9          | CR              | 1               | 1               | -                  | -                  | -                  | -           | -           | -           | 38     | 10     |
| Totale Chindia Târgoviște | Totale Chindia Târgoviște | Totale Chindia Târgoviște | 127+       | 38+        |                 | 5               | 2               |                    | -                  | -                  |             | -           | -           | 132    | 40     |
| 2023-2024                 | U Cluj                    | L1                        | 36         | 11         | CR              | 5               | 0               | -                  | -                  | -                  | -           | -           | -           | 41     | 11     |
| 2024-feb. 2025            | FCSB                      | L1                        | 15         | 0          | CR              | 2               | 0               | UCL+UEL            | 5+7                | 2+0                | SR          | 1           | 0           | 30     | 2      |
| feb.-giu. 2025            | Gençlerbirliği            | 1L                        | 2          | 0          | TK              | 0               | 0               | -                  | -                  | -                  | -           | -           | -           | 2      | 0      |
| Totale carriera           | Totale carriera           | Totale carriera           | 301+       | 64+        |                 | 27              | 5               |                    | 12                 | 2                  |             | 1           | 0           | 341+   | 71+    |

## Palmarès
- Supercoppa di Romania: 1

FCSB: 2024